# Индуктивный датчик
Индуктивный датчик — бесконтактный датчик, предназначенный для контроля положения объектов из металла (к другим материалам не чувствителен).
Индуктивные датчики широко используются для решения задач АСУ ТП. Выполняются с нормально разомкнутым или нормально замкнутым контактом.

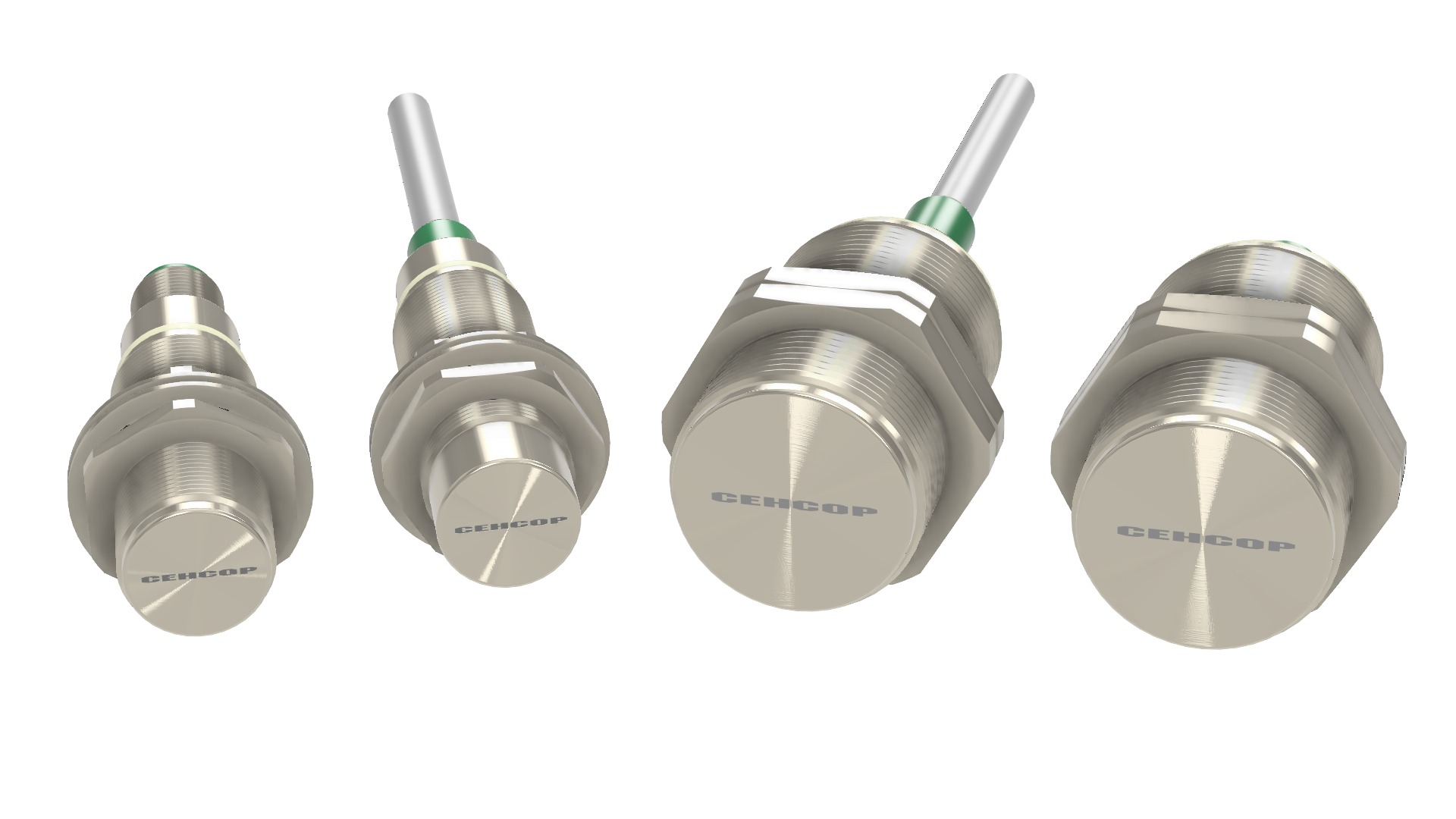
Индуктивный датчик

Принцип действия основан на изменении параметров магнитного поля, создаваемого катушкой индуктивности внутри датчика.

## Принцип действия
Принцип действия основан на изменении амплитуды колебаний генератора при внесении в активную зону датчика металлического, магнитного, ферро-магнитного или аморфного материала определённых размеров. При подаче питания на конечный выключатель в области его чувствительной поверхности образуется изменяющееся магнитное поле, наводящее во внесенном в зону материале вихревые токи, которые приводят к изменению амплитуды колебаний генератора. В результате вырабатывается аналоговый выходной сигнал, величина которого изменяется от расстояния между датчиком и контролируемым предметом. Триггер Шмитта преобразует аналоговый сигнал в логический.

## Структура

Индуктивные бесконтактные выключатели могут состоять из следующих основных узлов:
1. Генератор создает электромагнитное поле взаимодействия с объектом.
2. Триггер Шмитта обеспечивает гистерезис при переключении.
3. Усилитель увеличивает амплитуду сигнала до необходимого значения.
4. Светодиодный индикатор показывает состояние выключателя, обеспечивает контроль работоспособности, оперативность настройки.
5. Компаунд обеспечивает необходимую степень защиты от проникновения твердых частиц и воды.
6. Корпус обеспечивает монтаж датчика, защищает от механических воздействий. Выполняется из латуни или полиамида, комплектуется крепежными изделиями.

## Основные определения

### Активная зона
Активная зона бесконтактного индуктивного выключателя — та область перед его чувствительной поверхностью, где более всего сконцентрировано магнитное поле чувствительного элемента датчика. Диаметр этой поверхности приблизительно равен диаметру датчика.

### Номинальное расстояние переключения

Номинальное расстояние переключения — теоретическая величина, не учитывающая разброс производственных параметров датчика, изменения температуры и напряжения питания.

### Рабочий зазор
Рабочий зазор — это любое расстояние, обеспечивающее надежную работу бесконтактного выключателя в допустимых пределах температуры и напряжения.
{\displaystyle 0\leq S_{work}\leq 0,8S_{nom}}

### Поправочный коэффициент рабочего зазора
Поправочный коэффициент дает возможность определить рабочий зазор, который зависит от металла, из которого изготовлен объект воздействия.
| Материал          | Коэффициент |
| ----------------- | ----------- |
| Сталь 40          | 1,00        |
| Чугун             | 0,93…1,05   |
| Нержавеющая сталь | 0,60…1,00   |
| Алюминий          | 0,30…0,45   |
| Латунь            | 0,35…0,50   |
| Медь              | 0,25…0,45   |